# Катастрофа Boeing 787 в Ахмедабаді
12 червня 2025 року літак Boeing 787 Dreamliner авіакомпанії Air India, що прямував з Ахмадабаду до Лондону (Гатвік), розбився за кілька хвилин після зльоту.

## Перебіг подій
Літак вилетів о 13:39 за місцевим часом, пілот Суміт Сабхарвал повідомив, що судно не може набрати тягу. Літак втратив радіолокаційний зв'язок на висоті 200 м, далі різко втратив висоту та упав за межами аеропорту, врізавшись у гуртожиток Медичного коледжу Бірамджі Джіджібхой (B. J. Medical College).
Згідно з даними розслідування, пілоти Суміт Сабхарвал та Клайв Кундер мали приблизно одну хвилину до того, як двигуни втратили потужність і почалося падіння, в цей час капітан встиг вивернути штурвал так, щоб літак не впав на житлові будинки, уникнувши ще більших жертв. Шасі літака та задня частина все ж зачепили медичний гуртожиток та занедбану чотирьохповерхову військову будівлю.
Ця авіатроща стала першою й найсмертоноснішою в історії літака Boeing 787 Dreamliner. На час катастрофи, Boeing 787-8 Dreamliner був одним із найсучасніших пасажирських лайнерів у експлуатації. Літак мав повністю заправлений бак, через що інтенсивність вибуху під час аварії була високою.

## Жертви
В результаті катастрофи загинуло 316 людей, включно з 75 людьми на землі — в житловому комплексі для персоналу лікарні.
На борту перебувало 230 пасажирів, 10 членів екіпажу та 2 пілоти:
- 169 — громадяни Індії,
- 53 — громадяни Великої Британії,
- 1 — громадянин Канади,
- 7 — громадяни Португалії.

Крім цього, з будівлі, на яку впав літак, було вилучено принаймні тридцять тіл. У катастрофі ймовірно також загинув колишній головний міністр штату Гуджарат Віджай Рупані, що перебував на борту.
Спершу ЗМІ повідомляли, що в авіатрощі загинули всі 242 людини на борту. Згодом стало відомо, вижив один пасажир — громадянин Британії Вішваш Кумар Рамеш що займав місце 11A в літаку. Він встиг вибратися з салону літака, що впав, до початку пожежі.

## Розслідування, наслідки
Аеропорт імені Сардара Валлабхбхай Пателя в Ахмадабаді призупинив роботу, Індійська залізниця запланувала перевезення пасажирів з аеропорту залізницею.

Місце 11A та аварійні виходи у передній частині літака Air India 787

Як можлива причина розглядалися технічна несправність. Директор Бюро з розслідування авіаційних подій зі слідчою групою вирушили до Ахмадабада для з'ясування причин. 2024 року інженер попереджав компанію Boeing про великі ризики у літаках цієї серії, компанію також закликали вивести літаки 787 Dreamliner з експлуатації.
Опубліковано попередній звіт із розслідування катастрофи.

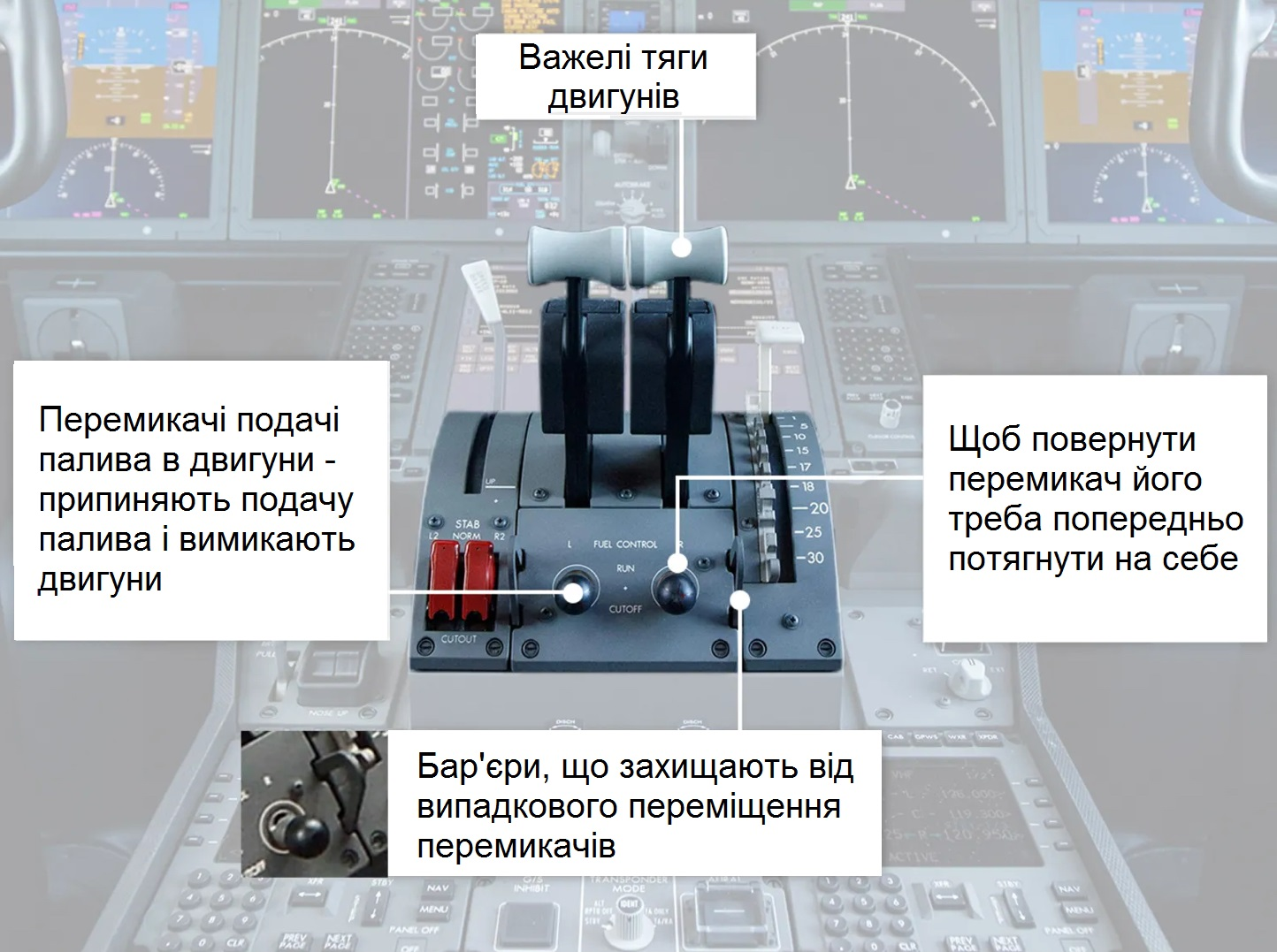
Пульт керування двигунами Боїнг 787

У ньому зазначено, що перемикачі подачі палива в двигун незабаром після зльоту були переведені в положення вимкнення двигунів, а потім знову поставлені в робоче положення. Двигуни почали автоматично запускатися, але їм не вистачило часу, щоб знову вийти на злітну потужність.

## Реакції
13 червня 2025 року прем'єр-міністр Нарендра Моді відвідав місце аварії та лікарню, де зустрівся з єдиним вижившим після авіакатастрофи та тими, хто отримав травми на землі. Міністр МВС Аміт Шах провів переговори з головним міністром штату Гуджарат Бхупендрою Пателем. Чиновникам було доручено провести рятувальні операції та вжити заходів у військовому режимі.
МЗС Британії організувало кризові групи в Індії та Великій Британії. 14 червня на параді Trooping the Colour в Лондоні на прохання короля Чарльз III було оголошено хвилину мовчання, а члени королівської родини одягли чорні нарукавні пов'язки на знак пам'яті про жертв.
Air India створила центр екстреної допомоги та групи підтримки.
Генеральний директор Boeing Келлі Ортберг скасував свої плани відвідати Паризький авіасалон і висловив свої співчуття жертвам. Ортберг заявив, що також надішле групу експертів для допомоги слідчим на місці катастрофи. Boeing заявила, що ознайомилася з першими повідомленнями і аналізує інформацію. Після катастрофи ціна ф'ючерсів на акції компанії впала майже на 9%.